# متحف بلدية دبي
متحف بلدية دبي (بالإنجليزية: Dubai Municipality Museum)‏: هو أحد المواقع التراثية الثمينة الذي يقع في إمارة دبي "الإمارات العربية المتحدة "، تأسس عام 1957 وكان يحتوي على مكاتب المقر الرئيسي لبلدية دبي حتى عام 1964 ومن ثم انتقلت إدارة بلدية دبي إلى مبنى جديد على شارع آل مكتوم، حيثُ يعتبر هذا المبنى معلم ذو قيمة تاريخية كبيرة وموقع متميز في وسط سوق ديرة القديم بجوار الخور، يوثق مجالات تخصص بلدية دبي وحالة تطورها الإداري و يروي تاريخ لوحات بلدية دبي ويلخص المشاريع العامة للبلدية وخدماتها وإنجازاتها، ومن جهة اخر يقوم على توثيق الطلبات المحلية والقرارات الإدارية التنظيمية.ولا تتطلب زيارة المتحف أي رسوم؛ فالدخول إلى المتحف مجاني بالكامل.

## أقسام متحف بلدية دبي
تنقسم مرافق متحف بلدية دبي إلى أربع قاعات أساسية تمتد على مساحة 166 متراً مربعاً،  وهي:
- مكتب إدارة بلدية دبي
- قاعة المجلس البلدي
- قاعة مشاريع بلدية دبي
- قاعة الهيكل التنظيمي

## نبذة عامة
يعود تاريخ إنشاء هذا المبنى إلى أواخر الخمسينيات، حيثث أصبح المقر الرئيسي لمكاتب بلدية دبي حتى عام 1964، ونظرا لأهمية هذا المبنى في تاريخ البلدية فضلاََ عن موقعه وسط السوق التجاري بالقرب من الخليج، فقد تم ترميمه وتجهيزه وتأثيثه من قبل إدارة التراث العمراني وذلك امتثالاََ لتعليمات إدارة البلدية ليكون متحفا مخصصا لتاريخ بلدية دبي في عام 2006، فتم افتتاح هذا المتحف الذي تضمن قاعات ومعروضات ووثائق تحكي تاريخ الفترة التي تأسست خلالها البلدية ومديري البلدية ومدة شغلهم لهذا المنصب، بالإضافة إلى وثائق توضح أوامرهم وأنظمتهم كصور للاجتماعات الرسمية ومسؤوليات البلدية والتنمية الإدارية، بالإضافة إلى وثائق تعرض المشاريع العامة للبلديات والخدمات وغيرها من الإنجازات التي تم عرضها بشكل فني، كما يقدم المتحف عرضًا سمعيًا بصريًا يروي تاريخ البلدية باستخدام الأساليب التكنولوجية الحديثة.